# Kortsnuitdolfijn
De kortsnuitdolfijn of Commersons dolfijn (Cephalorhynchus commersonii) is een van de vier soorten dolfijnen uit het geslacht Cephalorhynchus. De wetenschappelijke naam is afgeleid van Philibert Commerson, die het dier als eerste beschreef in 1767, nabij de Straat Magellaan. Niet te verwarren met de gewone dolfijn (Delphinus delphis), die soms ook wel kortsnuitdolfijn wordt genoemd.

## Uiterlijk

Kortsnuitdolfijn in verhouding tot een mens.

Qua uiterlijk doet de kortsnuitdolfijn enigszins denken aan de orka. Hij heeft een zwarte kop, rugvin en staartvinnen, met een wit lichaam. De kortsnuitdolfijn is een van de kleinste walvissen met een lengte van ongeveer 1,5 meter. De kleinste kortsnuitdolfijn ooit gevangen, was een volwassen vrouwtje van 23 kilo en met een lengte van 1,36 meter.
Mannetjes en vrouwtjes van de kortsnuitdolfijn zijn uit elkaar te houden door een zwarte vlek op hun buik. Bij mannetje lijkt deze op een traan, maar bij vrouwtjes is hij meer rond. Vrouwtjes zijn na ongeveer zes tot negen jaar geslachtsrijp. Paren gebeurt meestal in het voorjaar en de zomer. De draagtijd is 11 maanden.
De oudste kortsnuitdollfijn waarvan men de leeftijd precies wist, werd 18 jaar oud.

## Verspreiding
Kortsnuitdolfijnen komen op twee plaatsen ter wereld voor. De grootste groep leeft rond de kust van Argentinië en in de Straat Magellaan. De tweede groep (ontdekt in de jaren 50 van de 20e eeuw) leeft rond de Kerguelen. Kortsnuitdolfijnen geven de voorkeur aan ondiep water.
Een paar tiental kortsnuitdolfijnen worden wereldwijd in gevangenschap gehouden, waaronder in SeaWorld in San Diego en enkele aquaria in Japan.